# Shueyville
Shueyville és una població dels Estats Units a l'estat d'Iowa. Segons el cens del 2000 tenia 250 habitants.

## Demografia
Segons el cens del 2000, Shueyville tenia 250 habitants, 95 habitatges, i 70 famílies. La densitat de població era de 64,8 habitants/km².
Dels 95 habitatges en un 35,8% hi vivien nens de menys de 18 anys, en un 67,4% hi vivien parelles casades, en un 5,3% dones solteres, i en un 25,3% no eren unitats familiars. En el 22,1% dels habitatges hi vivien persones soles el 5,3% de les quals corresponia a persones de 65 anys o més que vivien soles. El nombre mitjà de persones vivint en cada habitatge era de 2,63 i el nombre mitjà de persones que vivien en cada família era de 3,07.
Per edats la població es repartia de la següent manera: un 26,8% tenia menys de 18 anys, un 6,4% entre 18 i 24, un 33,2% entre 25 i 44, un 25,6% de 45 a 60 i un 8% 65 anys o més.
L'edat mediana era de 36 anys. Per cada 100 dones de 18 o més anys hi havia 101,1 homes.
La renda mediana per habitatge era de 61.875 $ i la renda mediana per família de 66.875 $. Els homes tenien una renda mediana de 41.364 $ mentre que les dones 26.136 $. La renda per capita de la població era de 24.690 $. Cap de les famílies i l'1,8% de la població estaven per davall del llindar de pobresa.

## Poblacions més properes
El següent diagrama mostra les poblacions més properes.